# Pineda Trasmonte
Pineda Trasmonte es un municipio de España, en la provincia de Burgos, Comunidad Autónoma de Castilla y León. Tiene un área de 28,17 km² con una población de 138 habitantes (IINE 2012) y una  densidad de 1,36 hab/km².
Pertenece al partido judicial de Lerma.

## Geografía
Autovía del Norte  de Madrid a Irún.
Forma parte de la Mancomunidad de La Yecla, con sede en Santa María del Mercadillo.

## Demografía
Pineda Trasmonte cuenta con una población de 98 habitantes (INE 2024).

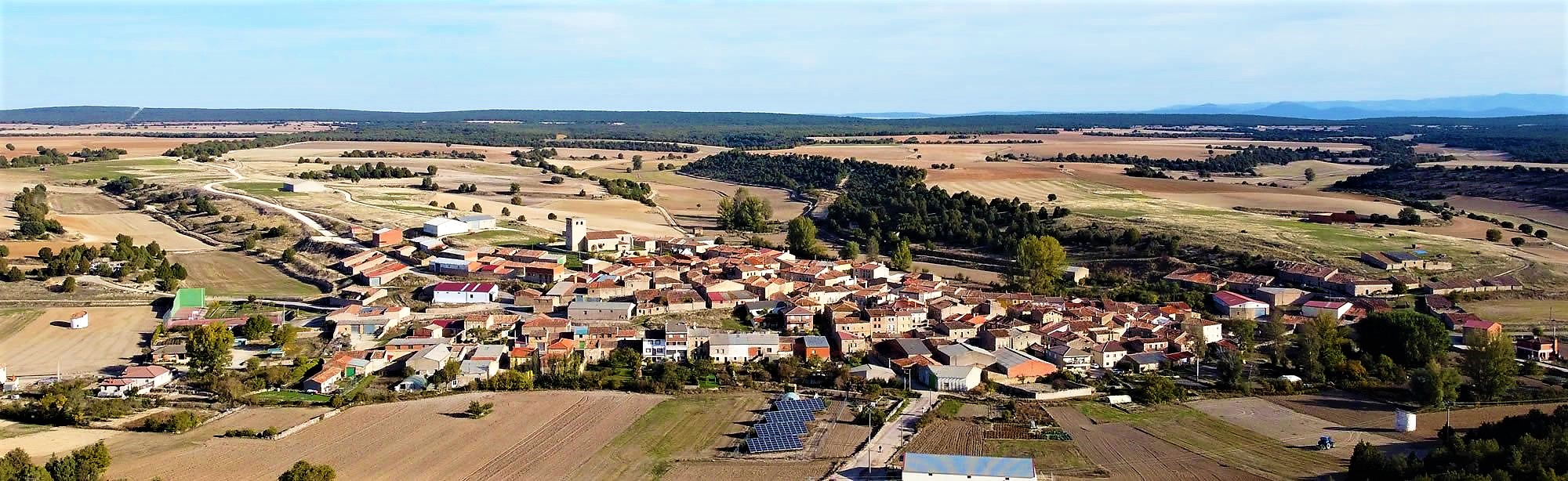
Pineda Trasmonte

| Gráfica de evolución demográfica de Pineda Trasmonte entre 1842 y 2021 |
| |
| Población de derecho según los censos de población del INE Población de hecho según los censos de población del INEEn este censo se denominaba Pineda de Trasmonte: 1842. |

| 1991 | 1996 | 2001 | 2006 | 2011 | 2018 |
| ---- | ---- | ---- | ---- | ---- | ---- |
| 222  | 202  | 186  | 151  | 142  | 111  |

## Patrimonio
- Iglesia de San Miguel Arcángel en la que destaca su pila bautismal y sus cuatro retablos:
- Retablo mayor o de San Miguel Arcángel
- Retablo del Santo Cristo
- Retablo del Martirio de San Esteban
- Retablo de la Virgen del Rosario
- Ermita de la Virgen de la Peña, con la imagen romano-gótica de la Virgen de la Peña
- Fuente Megido: también conocida como fuente del raposo, se encuentra a las afueras del pueblo
- Fuente Vieja: se encuentra en el centro del pueblo y es una de las zonas donde se realizan actividades durante las fiestas

## Cultura

### Fiestas
- San Miguel Arcángel (29 de septiembre)
- Virgen de la Peña (21 de mayo)
- Pinediense Ausente (Se celebra la tercera semana de agosto coincidiendo con la Asunción de Nuestra Señora)